# Battaglia di Zagonara
La battaglia di Zagonara fu combattuta a Zagonara (castrum posto a 4 km da Lugo) il 28 luglio 1424 fra le truppe della Repubblica di Firenze e le milizie del Ducato di Milano. La battaglia è ricostruibile attraverso quattro, essenziali ed importantissime testimonianze: quella dell'ambasciatore fiorentino Rinaldo degli Albizzi, quella del cronista forlivese Giovanni Merlini (meglio noto come Giovanni di Mastro Pedrino), quella del celebre Biondo Flavio e quella del cronista milanese Andrea Biglia.

## Storia

### Antefatti
All'inizio del 1424 il Ducato di Milano aveva come città alleata in Romagna solamente Forlì. Nel febbraio 1424 l'esercito milanese, al comando di Angelo della Pergola, occupò Imola riuscendo a scalarne le mura grazie al fossato ghiacciato; il signore della città, Ludovico Alidosi, fu catturato e inviato come prigioniero a Milano. Questo determinò la caduta degli Alidosi, dinastia che aveva governato Imola per novant'anni. Subito dopo i milanesi catturarono Forlimpopoli, città vescovile a 7 km da Forlì. Avendo assistito alla caduta delle città vicine, Faenza, governata da Guidantonio Manfredi, si pose volontariamente sotto la protezione dei Visconti.
 
Firenze si mise in allarme in quanto la minaccia milanese non era mai giunta così vicina al territorio della Repubblica. I fiorentini cercarono di formare una lega antiviscontea con lo Stato Pontificio e la Repubblica di Venezia, senza però giungere ad un accordo. Decisero dunque di formare un esercito di 7 000 cavalieri e 3 000 fanti dandone il comando a Carlo Malatesta, signore di Rimini e, sotto di lui, ad altri condottieri quali Pandolfo III Malatesta, signore di Fano, e Niccolò da Tolentino. 

L'esercito milanese, guidato da Angelo della Pergola, contava circa 4 000 cavalieri e 4 000 fanti.

### La battaglia
Carlo Malatesta, eseguendo gli ordini dei fiorentini, strinse d'assedio Forlì, difesa da Cecco da Montagnana e vi costruì nelle vicinanze un campo fortificato in posizione dominante. Dapprima i milanesi si diressero verso Forlì con l'intento di sollevare l'assedio della città o dare battaglia. Poi, considerata la posizione favorevole del campo fortificato, decisero di cambiare strategia e risposero stringendo d'assedio il castrum di Zagonara, situato a circa 20 km a nord-ovest della città, in possesso del conte Alberico Novello da Barbiano, alleato dei fiorentini. La mossa era volta a spingere i fiorentini a togliere l'assedio a Forlì per soccorrere il loro alleato.
Alberico cercò di prendere tempo promettendo ai milanesi di cedere il castello qualora i fiorentini non l'avessero soccorso entro 15 giorni. Carlo Malatesta, venuto a sapere dell'assedio di Zagonara, tolse l'assedio a Forlì e diresse l'esercito verso quel castello. Durante la marcia i fiorentini furono funestati da pioggia intensa e venti tesi e arrivarono sul campo di battaglia stanchi e non inquadrati per file.
Angelo della Pergola nel frattempo era stato raggiunto da Cecco da Montagnana, che si appostò poco lontano dalla fortificazione. A metà mattinata del 28 luglio la cavalleria fiorentina lanciò l'attacco. Dopo cinque ore di assalti continui, i toscani riuscirono a sfondare l'accerchiamento del castello ma furono presi in contropiede da Angelo della Pergola, che scatenò il contrattacco determinandone la sconfitta. L'esercito fiorentino fu distrutto. Carlo Malatesta fu catturato, insieme con circa 3 000 cavalieri e 2 000 fanti, Pandolfo Malatesta invece riparò a Ravenna. Il castello di Zagonara fu abbattuto e non venne più ricostruito.

### Conseguenze
Le forze milanesi si spinsero, dalla Romagna assoggettata, fino al confine con la Repubblica di Firenze. Tuttavia la perdita di Brescia, che nel 1426 passò sotto il dominio di Venezia, costrinse i milanesi ad un ripiegamento. Essi abbandonarono il loro tentativo di conquistare Firenze. Milano quindi non seppe approfittare della vittoria di Zagonara. 

Carlo Malatesta fu condotto prigioniero ad Abbiategrasso davanti al duca Filippo Maria Visconti. Fu trattato con onore: dopo alcuni mesi fu liberato e gli furono riconsegnati tutti i castelli requisiti.

I conti di Barbiano cambiarono campo e passarono sotto le insegne del Duca di Milano. Nel 1456 trasferirono la loro sede in Lombardia, dove possedevano un feudo. Dal 1514 il casato dei da Barbiano aggiunse al proprio cognome la dicitura "di Belgiojoso".